# Licania davillifolia
Licania davillifolia är en tvåhjärtbladig växtart som beskrevs av Raymond Benoist. Licania davillifolia ingår i släktet Licania och familjen Chrysobalanaceae. Inga underarter finns listade i Catalogue of Life.